# Про неіснування Бога
«Про неіснування Бога» (лат. «De non existentia Dei») — трактат філософа-атеїста із Берестейщини Казимира Лищинського. Він з 1674 року писав трактат, в якому виклав свої погляди на релігію і навколишній світ.

## Зміст
Зміст зводиться до заперечення існування Бога і звинувачення клерикалів в «гасінні світла розуму». Бог, за трактатом, не існує, будучи химерою людської свідомості, використовується церквою і державою в своїх цілях. Автор стверджує, що Біблія написана людьми, які з її допомогою підтримують оману. Єдиною реальністю автор вважав матеріальну природу, стверджуючи, що всі зміни в природі відбуваються за законами розвитку матерії, а не по божій волі. Він підійшов до вимоги ліквідації кріпацтва і створення суспільства, заснованого на громадянських свободах. Вважав за необхідне замінити церковний шлюб цивільним.

## Подальша історія
За донесенням агента єзуїтів, що викрав частину трактату (15 зошитів), 1687 року Лищинський заточений у в'язницю і після більш ніж річного провадження засуджений сеймовим судом до спалення на вогнищі разом зі своїм твором. 30 березня 1689 року Лищинського обезголовили і спалили на багатті у Варшаві, його попіл розвіяно в полі.
Трактат єзуїти знищили. З доволі об'ємного твору (трактат складався з 530 сторінок на 15 зошитах) збереглося всього п'ять фрагментів, виявлених тільки в 1957 році польським філософом й істориком атеїзму Анджеєм Новицьким.